# Léopold Lowenstam

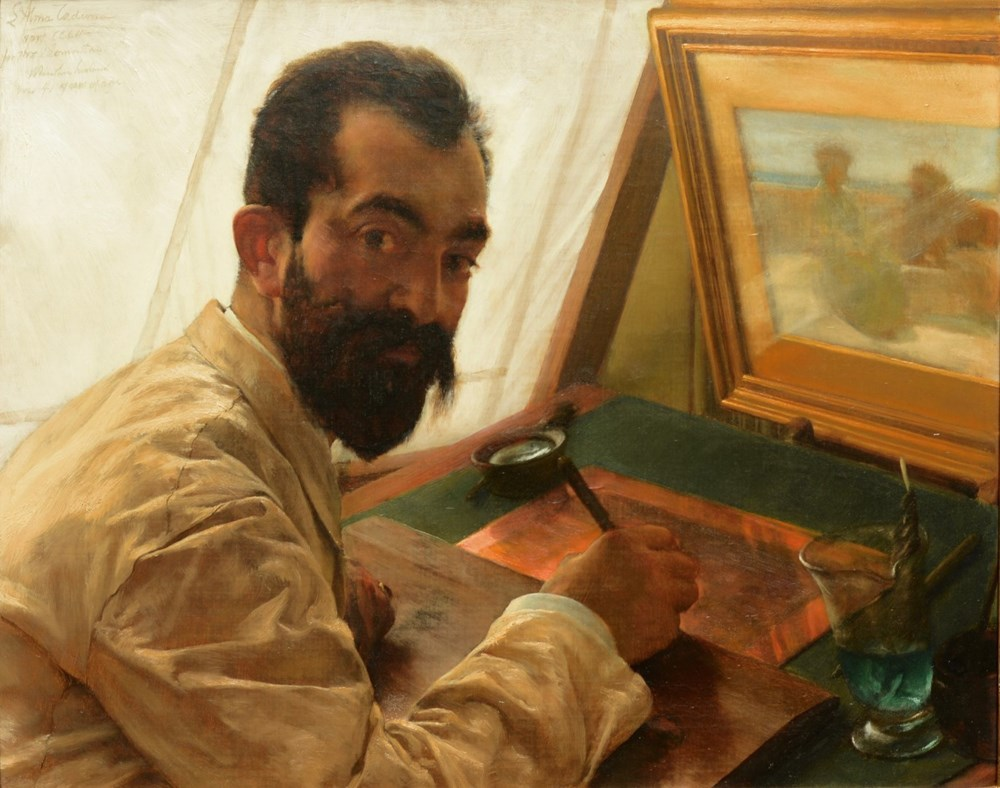
Porträt Leopold Löwenstam von Lawrence Alma-Tadema, 1883

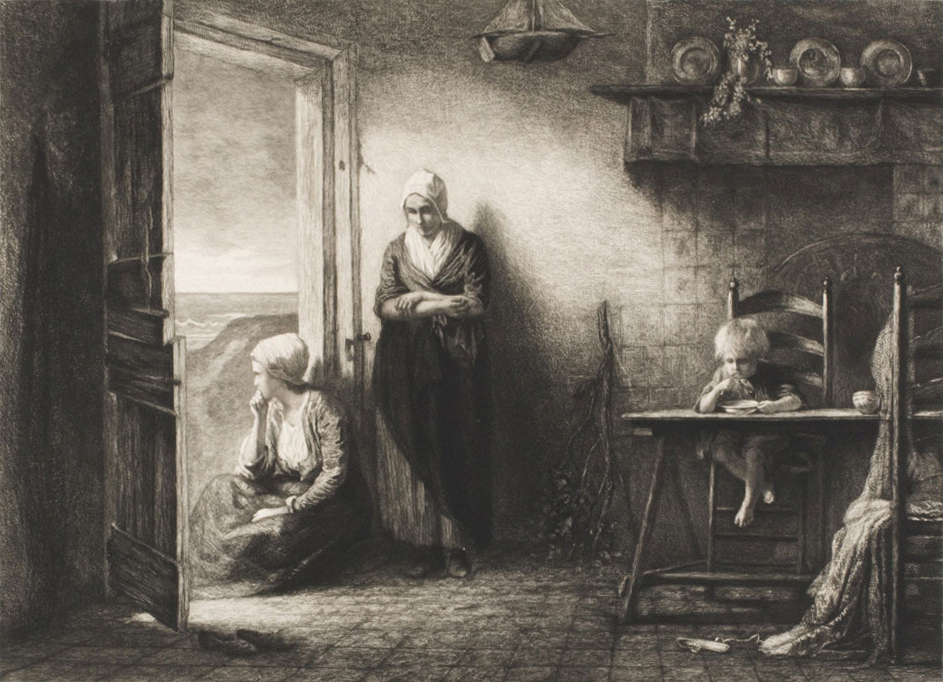
Radierung Nach dem Sturm von Leopold Lowenstam, ca. 1880, Philadelphia Museum of Art, nach dem Gemälde Nach dem Sturm von Jozef Israëls von 1858, das sich im Stedelijk Museum befindet

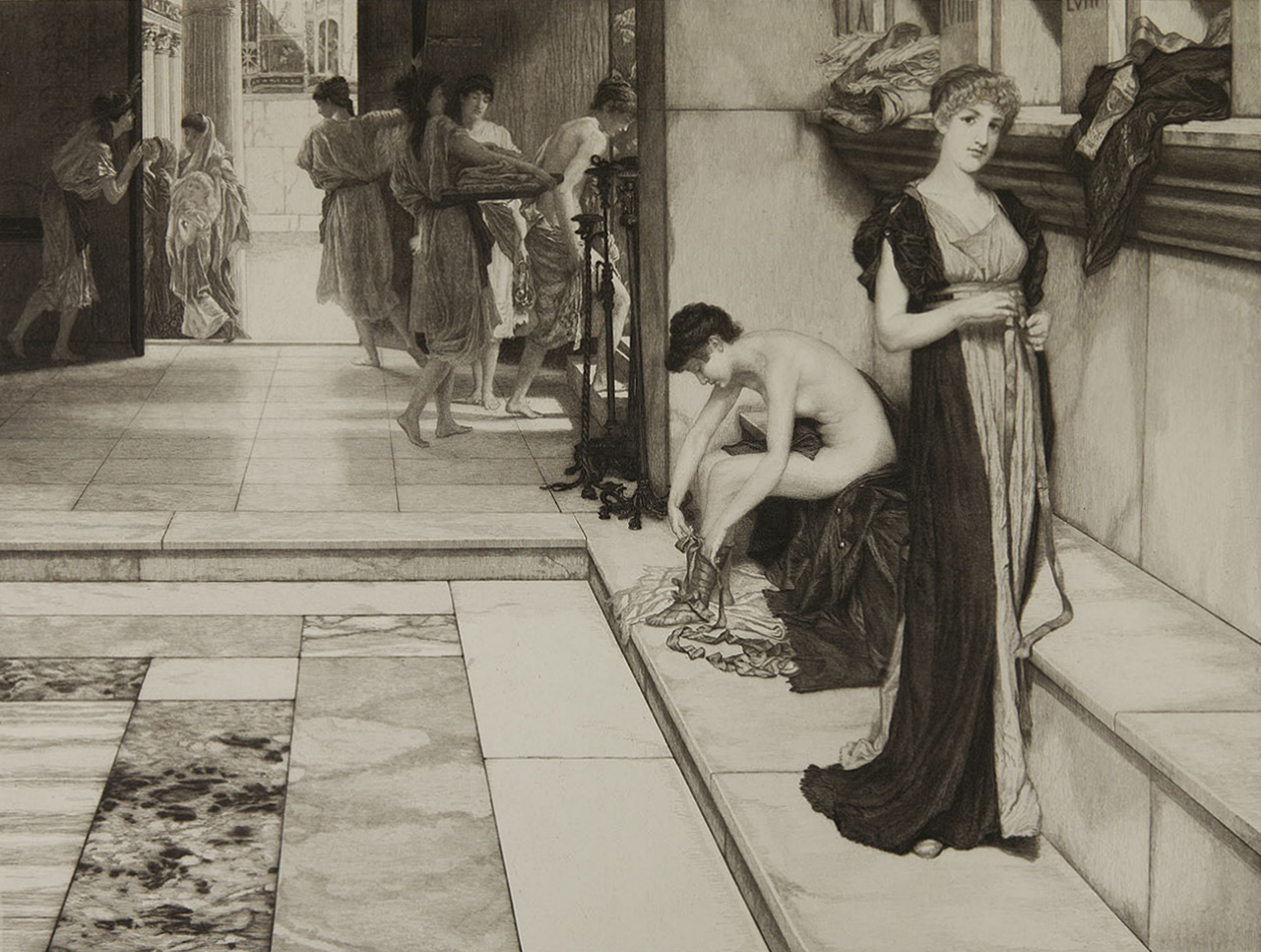
Radierung Ein Apodyterion – Der Umkleideraum eines römischen Damenbades, 1886, von Leopold Lowenstam nach einem Gemälde von Lawrence Alma-Tadema

Léopold Henry Lowenstam, auch Leopold Löwenstam (* 17. Februar 1842 in Düsseldorf; † 29. Mai 1898 in Three Bridges, Distrikt Crawley, West Sussex) war ein niederländischer Metallstecher und Radierer, der auch in London und Stockholm wirkte.

## Leben und Werk
Léopold Lowenstam wurde als Sohn von Heinrich Lowenstam (* 25. September 1815 in Lisse; † 17. Juli 1887 in Amsterdam) und dessen Frau Emily, geb. Lee, verwitwete van Gelder (* 6. März 1808 in London; † 18. August 1883 in Amsterdam) am 4. Februar 1842 in Düsseldorf geboren. Er studierte von 1857 bis 1864 an der Koninklijke Akademie van Beeldende Kunsten in Amsterdam. 1858 bekam er dort eine löbliche Erwähnung fürs Zeichnen und Malen und eine große Bronzemedaille für seine Stichkunst verliehen, 1859 eine kleine Bronzemedaille in der Kategorie Zeichnen nach Gipsfragmenten, 1860 ein ehrvolles Zertifikat fürs Zeichnen, 1861 eine große Silbermedaille für seine Stichkunst und 1862 eine kleine vergoldete Medaille für sein Stichwerk sowie eine löbliche Erwähnung fürs Zeichnen und Malen. Seit den frühen 1860er Jahre widmete er sich dem Kunststich. Ab 1871 gründete er auf Bitten der schwedischen Regierung eine Radierschule in Stockholm und wurde dafür am 11. Mai 1875 mit dem Ritterkreuz des Wasaordens ausgezeichnet. Ein bekannter Schüler der Schule war der Maler Carl Larsson, er nahm dort 1875 Unterricht. 1873 zog Lowenstam nach London, wo er von 1879 bis 1897 nahezu regelmäßig jedes Jahr an den Ausstellungen der Royal Academy of Arts im Burlington House teilnahm. 
Im Londoner Kunstmagazin The Art Journal wurden Drucke von ihm publiziert, darunter Drucke nach den Gemälden Meine Kinder (My Children) 1877, Architektur im Alten Rom (Architecture in Ancient Rome) und Bildhauerei im Alten Rom (Sculpture in Ancient Rome) 1878 von Lawrence Alma-Tadema sowie Priesterliche Ermahnung (Priestly Admonition) 1879 von Carl Schloesser und Der Verräter (The Traitor) 1880 von Herman Frederik Carel ten Kate sowie Reisende Bohemiens (Bohemian Wayfarers) 1880 von Louis Gallait. Ca. 1890 schuf er einen Stich, der Alexandra, Princess of Wales zeigt. Weitere Künstler, nach deren Gemälden er stach, waren unter anderem Rosa Bonheur, Jozef Israëls und Edward Poynter. Eines seiner Stiche, ein Porträt von Edward Henry Stanley, 15. Earl of Derby, befindet sich in der Sammlung der National Portrait Gallery in London. Andere Stiche und Radierungen von ihm finden sich beispielsweise im Victoria and Albert Museum, im British Museum, im Rijksmuseum Amsterdam, im Amsterdam Museum, im Philadelphia Museum of Art, im Metropolitan Museum of Art und in der New York Public Library. 1880 wurde ihm auf der Weltausstellung in Sidney für seine Arbeiten der 1. Preis verliehen, 1883 auf der Internationalen Kolonial- und Exportausstellung in Amsterdam, auf der auch Gemälde und Grafiken gezeigt wurden, in der Abteilung Stich und Lithografie eine Silbermedaille, und zwar für zwei Arbeiten nach Lawrence Alma-Tademas Werken Herbst und Das erste Mal, sowie einer Arbeit nach Jozef Israëls.
Am 12. Oktober 1879 bekamen Lowenstam und Alice Search, das Kindermädchen von Lawrence Alma-Tadema und dessen Frau Laura Theresa Alma-Tadema einen Sohn. Am 13. September 1880 folgte die Tochter Millie. Bis zu diesem Zeitpunkt lautete die Adresse der Familie 9 Titchfield Terrace Regent's Park 4, doch 1891 bereits 4 Wells Road North Gate, London. In der Bekanntmachung der Geburt der Tochter in einer niederländischen Zeitung wird Lowenstams Lebensgefährtin am 28. September 1880 schon Alice Lowenstam genannt. Beide könnten zu diesem Zeitpunkt schon verheiratet gewesen sein.   
1883 malte Lawrence Alma-Tadema ein Porträt, das Lowenstam beim Bearbeiten einer Metallplatte zeigt, den Blick zum Bildbetrachter gerichtet. Das Motiv des Bildes über der Metallplatte, das Lowenstam dabei kopiert, ist nur schemenhaft dargestellt und erinnert von der Komposition her an Lawrence Alma-Tademas Eine Erklärung (A Declaration) von 1883 aus dem British Museum, aber auch etwas an Amo te, ama me von 1881 aus dem Fries Museum. Das Porträt stellte Lawrence Alma-Tadema 1884 mit zwei anderen Porträts in der Grosvenor Gallery aus, bei der Ausstellung der Royal Academy of Arts stellte er im selben Jahr dagegen ein anderes Gemälde aus. 1913 soll es zuletzt in Liverpool gezeigt worden sein. Das Gemälde befindet sich seit langem im Besitz der Familie von Léopold Lowenstam. Durch die BBC-Sendung Antiques Roadshow (ähnlich wie die deutschen Fernsehsendungen Kunst + Krempel und Lieb & Teuer) im September 2016 wieder bekanntgeworden, wird es nun in einer Wanderausstellung gezeigt. Zuerst wird es ab dem 1. Oktober 2016 im Fries Museum gezeigt.     
1896 wohnten die Lowenstams in Three Bridges im Distrikt Crawley im heutigen West Sussex. Nach einem langen und schmerzhaften Leiden starb Léopold Lowenstam dort am 29. Mai 1898. Sein Bruder Herman Lowenstam, auch Löwenstam (* 1840) fertigte ebenfalls Radierungen und Stiche an.